# Klöppelkissen

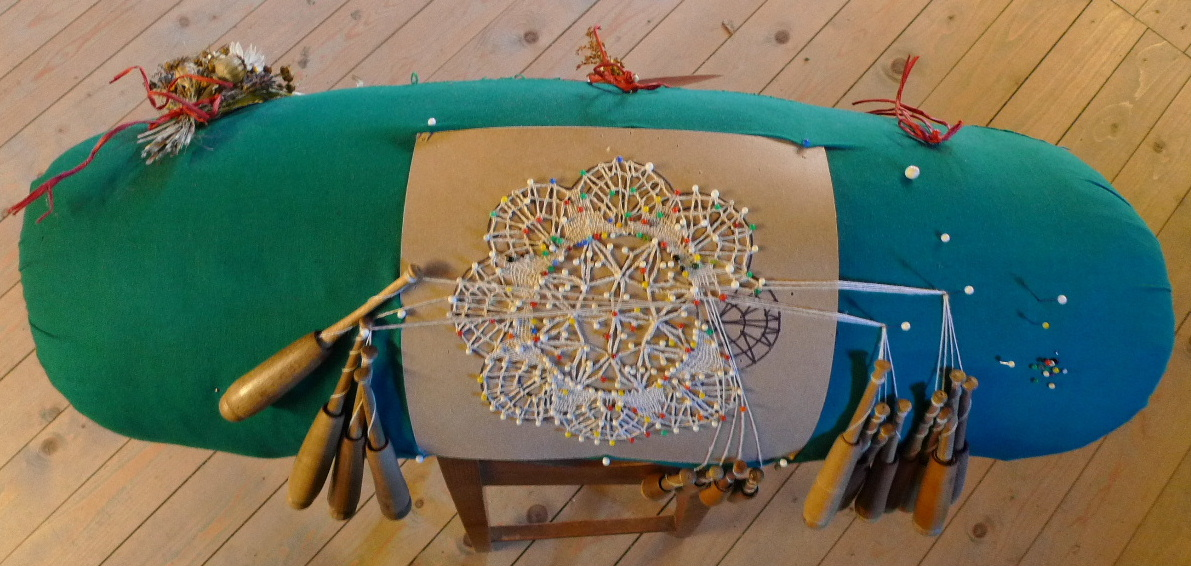
Klöppelkissen

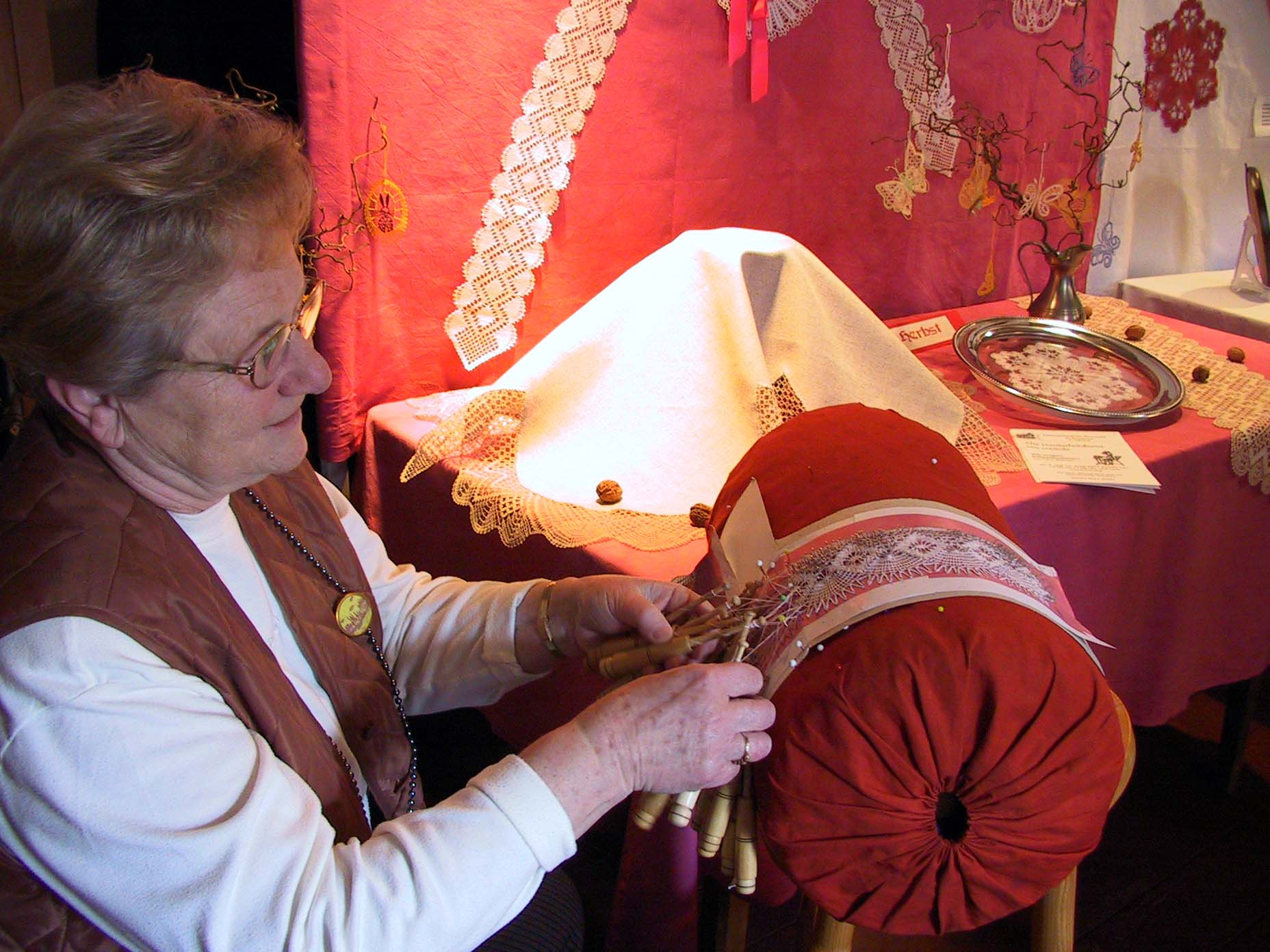
Klöppelarbeit im Heimatmuseum Annerod (Hessen)

Klöppelkissen sind fest gepolsterte, rollenförmige (vor allem in Deutschland) oder flache, nahezu quadratische  (vor allem in Frankreich und Belgien) Arbeitsunterlagen für die manuelle Klöppeltechnik. Die Rollen können dabei lose in einem Gestell liegen, es gibt aber auch Modelle, bei denen eine drehbare Walze in eine gepolsterte Arbeitsplatte eingelassen ist. Ein großformatiges Klöppelkissen für umfangreiche Arbeiten ist der vor allem aus dem Erzgebirge bekannte Klöppelsack. An dem senkrecht herabhängenden Kissen können mehrere Personen gleichzeitig arbeiten.
Um das zylindrische Klöppelkissen wird eine Schablone mit dem vorgezeichneten Spitzenmuster, der sogenannte Klöppel- oder Musterbrief, so gespannt, dass Anfang und Ende eines Mustersatzes zusammentreffen. Auf der Vorlage markierte Einstichpunkte bezeichnen die Bindungs- und Kreuzungsstellen der zu verflechtenden Fäden. An diesen Stellen eingesteckte Klöppel- oder Stecknadeln halten die gebildeten Maschen an ihrem Platz, bis deren Position fixiert ist. In dem Maße, wie die Arbeit fortschreitet, werden die Nadeln aus der fertigen Spitze herausgezogen und in die nächsten Markierungen gesteckt.